# Ginásio da ASCEB
O Ginásio da ASCEB é um ginásio de esportes multiuso localizado na cidade de Brasília, situado na quadra 904 Sul, no Setor de Grandes Áreas Sul (SGAS), próximo ao Parque da Cidade Dona Sarah Kubitschek. Faz parte do Clube da Associação dos Empregados da Companhia Energética de Brasília (ASCEB).
O ginásio é uma das arenas utilizadas pela equipe de basquetebol Cerrado Basquete, para jogos compatíveis com uma capacidade de 1.100 pessoas sentadas. 
Além de local de treinamento da equipe adulta do Cerrado, o Ginásio da ASCEB recebe as partidas do time na temporada regular do Novo Basquete Brasil (NBB). A quadra também já sediou jogos da Liga de Desenvolvimento do Basquete (LDB) e da Liga Sul-Americana de Basquete.

## Estrutura

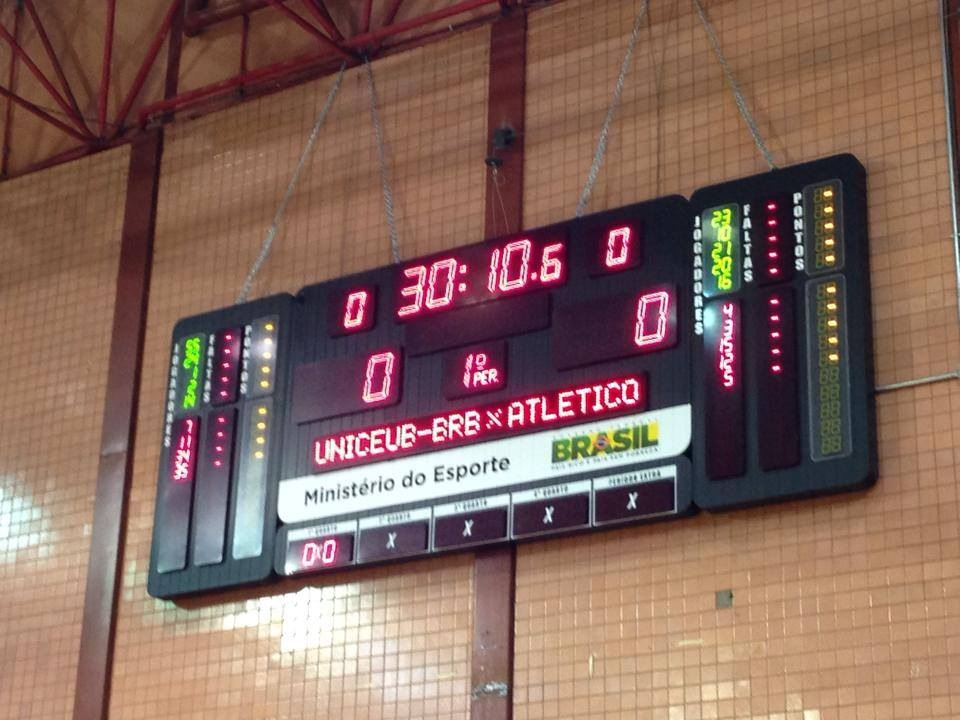
Novo placar eletrônico da ASCEB

Casa do UniCEUB/BRB/Brasília desde os primeiros anos do século XXI, o Ginásio da ASCEB passou por diversas reformas e reparos para melhor acomodar a equipe e seus torcedores. A última delas foi realizada no segundo semestre de 2012, com a compra de um novo piso flutuante, a instalação de quatro novos refletores e a troca dos relógios de posse de bola. Um novo vestiário também foi construído para o time mandante, com máquina de gelo, banheira de imersão e cafeteria . 
Para a temporada 2013/2014, um novo piso flutuante e um moderno placar eletrônico foram instalados no ginásio, com o apoio do Ministério do Esporte. Além do cronômetro e da marcação das faltas e da pontuação total e por período, o novo placar sinaliza a quantidade de pontos e infrações de cada jogador, além de informar por meio de animações gráficas os autores das cestas e as substituições de cada equipe.